# Toxopsiella minuta
Toxopsiella minuta är en spindelart som beskrevs av Forster 1964. Toxopsiella minuta ingår i släktet Toxopsiella och familjen Cycloctenidae. Inga underarter finns listade i Catalogue of Life.